# Mesembrinella bicolor
Mesembrinella bicolor är en tvåvingeart som beskrevs av Fabricius 1893. Mesembrinella bicolor ingår i släktet Mesembrinella och familjen spyflugor. Inga underarter finns listade i Catalogue of Life.